# Heathen (альбом)
Heathen, стил. под uǝɥʇɐǝɥ (с англ. — «Язычник») — двадцать третий студийный альбом английского музыканта Дэвида Боуи, первоначально выпущенный в Европе 10 июня 2002 года, а на следующий день — в Америке. Его первый релиз на собственном лейбле ISO «воссоединил» Боуи с продюсером Тони Висконти для первого совместного полноформатного альбома с 1980 года. Запись проходила в нью-йоркской студии с августа 2001 по январь 2002 года с участием приглашённых музыкантов, включая Дэйва Грола и Пита Тауншенда. Два трека, «Afraid» и «Slip Away», были взяты из отложенного проекта Боуи — Toy, в то время как три были каверами на песни Pixies, Нила Янга и Legendary Stardust Cowboy.
В музыкальном плане Heathen демонстрирует звучание арт-рок- и арт-поп-музыки, напоминающее работы Боуи 1970-х годов. Духовная лирика, отражённая в оформлении и упаковке, была основана на накопившихся у него чувствах страха, мыслях о старении и надеждах на лучшее будущее для его новорождённой дочери. Комментаторы интерпретировали некоторые треки, в частности «Sunday» и «Slow Burn», как частичные отклики на теракты 11 сентября, хотя Боуи отрицал какое-либо влияние.
Благодаря масштабной маркетинговой кампании и рекламным выступлениям, Heathen достиг пятого места в Соединённом Королевстве и стал его самым высоким альбомом в чартах Соединённых Штатов с 1984 года, достигнув 14-го места. Сингл «Everyone Says 'Hi'» достиг 20-го места в Великобритании. Боуи поддерживал альбом в туре Heathen в середине 2002 года, исполнив Heathen полностью на нескольких концертах.
Heathen олицетворял творческое и коммерческое возрождение Боуи после периода экспериментов в 1990-х годах. Это был его самый хорошо принятый альбом за последние годы, его хвалили как возвращение к форме и его лучший со времён Scary Monsters. Его биографы высоко оценили способность Боуи адаптировать своё старое звучание к современной обстановке и признали его одним из лучших в его дальнейшей карьере.

## История записи
«Heathen» ознаменовал возвращение продюсера Тони Висконти, который был сопродюсером (вместе с самим Боуи) нескольких классических альбомов Боуи. Последний альбом, спродюсируемый с Висконти, был Scary Monsters (and Super Creeps) (1980).
Первоначально Боуи записал альбом, названный «Toy», чтобы выпустить его в 2000 или 2001 году. Среди особенностей этого альбома были новые песни и ремейки некоторых его менее известных песен 1960-х годов. Хотя альбом «Toy» остается неизданным, несколько его композиций — в том числе «Afraid» и «Slip Away» (тогда называемый «Uncle Floyd») — появились в Heathen. Некоторые другие перезаписанные песни были включены в качестве би-сайдов на синглы из альбома.
В качестве гостей, в альбоме появились многие известные музыканты: гитарист Пит Таунсенд, который уже играл на треке «Because You’re Young» из альбома Scary Monsters (and Super Creeps), фронтмен Foo Fighters Дэйв Грол, клавишник Dream Theater Джордан Рудесс, пианистка Кристин Янг и басист Тони Левин из King Crimson.

## Детали песен
Большая часть лирики песен из Heathen сосредоточена на деградации человечества и мира. Это свидетельствуется в песнях: «Slow Burn», «Afraid», «A Better Future» и заглавной композиции.
В альбом вошли три кавер-версии: «Cactus» группы Pixies; «I’ve Been Waiting for You» Нила Янга; и «I Took a Trip on a Gemini Spaceship» Нормана Одэма ака Legendary Stardust Cowboy, у которого Боуи позаимствовал псевдоним «Stardust» для своего персонажа Зигги Стардаста, в 1972 году.

## Альтернативные версии
Ремикс на песню «Everyone Says 'Hi'», присутствует в игре «Amplitude» для PS2.
Песня «Sunday» исполнялась на концертах туров: Heathen Tour и A Reality Tour. Концертная версия, записанная в Дублине (ноябрь 2003), попала на DVD «A Reality Tour». Ремикс Моби появился на бонусном 2-х дисковом издании Heathen, а ремикс Тони Висконти был выпущен на европейской версии сингла «Everyone Says 'Hi'» и сингле «I’ve Been Waiting for You».

## Список композиций
Все песни написаны Дэвидом Боуи, за исключением отмеченных.
1. «Sunday» — 4:45
2. «Cactus» (Блэк Фрэнсис) — 2:54
3. «Slip Away» — 6:05
4. «Slow Burn» — 4:41
5. «Afraid» — 3:28
6. «I’ve Been Waiting for You» (Нил Янг) — 3:00
7. «I Would Be Your Slave» — 5:14
8. «I Took a Trip on a Gemini Spaceship» (Норман Карл Одэм) — 4:04
9. «5:15 The Angels Have Gone» — 5:00
10. «Everyone Says 'Hi'» — 3:59
11. «A Better Future» — 4:11
12. «Heathen (The Rays)» — 4:16

+ «Wood Jackson» (бонус-трек в японском издании альбома)

### Бонус-диск ограниченного издания
1. «Sunday» (ремикс Моби) — 5:09
2. «A Better Future» (ремикс группы Air) — 4:56
3. «Conversation Piece» (написан в 1969, записан в 1970, перезаписан в 2000) — 3:51
4. «Panic in Detroit» (неиспользованная запись 1979 года, выпущена при переиздании альбома Scary Monsters (and Super Creeps) лейблом Rykodisc в 1992) — 2:57

### Синглы
- «Slow Burn»
- Дата выпуска: 3 июня 2002
- «Everyone Says 'Hi'»
- Дата выпуска: 16 сентября 1973
- «I’ve Been Waiting for You»
- Дата выпуска: октябрь 2002

## Участники записи

### Музыканты
- Дэвид Боуи: вокал, клавишные, гитара, саксофон, stylophone, бэк-вокал, ударные
- Тони Висконти: бас, гитара, запись, струнная аранжировка, бэк-вокал
- Мэтт Чемберлен: ударные, drum loop programming, перкуссия
- Дэвид Торн: гитара, guitar loops, omnichord
- The Scorchio Quartet:

- Greg Kitzis: 1-я скрипка
- Meg Okura: 2-я скрипка
- Martha Mooke: альт
- Mary Wooten: виолончель

### Дополнительные музыканты
- Карлос Аломар: гитара
- Стерлинг Кэмпбелл: ударные, перкуссия
- Лиза Германо: скрипка
- Джерри Леонард: гитара
- Тони Левин: бас
- Марк Плати: гитара, бас
- Джордан Рудесс: клавишные
- Кристин Янг: вокал, фортепиано
- Пит Таунсенд: гитара на «Slow Burn»
- Дэйв Гролл: гитара на «I’ve Been Waiting for You»
- The Borneo Horns:

- Ленни Пикетт: духовые инструменты
- Стэн Харрисон: духовые инструменты
- Стив Элсон: духовые инструменты

## Дизайн и фотографии альбома
- Джонатан Бембрук: дизайн
- Markus Klinko and Indrani: фотографии
- GK Reid: стиль оформления

## Хит-парады
Альбом
| Год  | Хит-парад               | Высшая позиция |
| ---- | ----------------------- | -------------- |
| 2002 | Danish Album Charts     | 1              |
| 2002 | French Album Charts     | 3              |
| 2002 | German Album Charts     | 3              |
| 2002 | Norwegian Albums Charts | 2              |
| 2002 | UK Albums Chart         | 5              |
| 2002 | Billboard 200           | 14             |